# Seznam dílů seriálu Skandál
Toto je seznam dílů seriálu Skandál. Seriál vysílá stanice ABC od 5. dubna 2012. V České republice byl vysílán na stanici Universal Channel s českým dabingem.

## Přehled řad
| Řada | Díly | Premiéra v USA | Premiéra v USA  | Premiéra v ČR   | Premiéra v ČR   |
| Řada | Díly | První díl      | Poslední díl    | První díl       | Poslední díl    |
| ---- | ---- | -------------- | --------------- | --------------- | --------------- |
| 1    | 7    | 5. dubna 2012  | 17. května 2012 | vysíláno        | vysíláno        |
| 2    | 22   | 17. září 2012  | 16. května 2013 | vysíláno        | vysíláno        |
| 3    | 18   | 3. října 2013  | 17. dubna 2014  | vysíláno        | vysíláno        |
| 4    | 22   | 25. září 2014  | 14. května 2015 | nebylo vysíláno | nebylo vysíláno |
| 5    | 23   | 24. září 2015  | 12. května 2016 | nebylo vysíláno | nebylo vysíláno |
| 6    | 16   | 26. ledna 2017 | 18. května 2017 | nebylo vysíláno | nebylo vysíláno |
| 7    | 18   | 5. října 2017  | 19. dubna 2018  | nebylo vysíláno | nebylo vysíláno |

## Seznam dílů

### První řada (2012)
| Č. v seriálu | Č. v řadě | Původní název         | Český název        | Režie               | Scénář             | Premiéra v USA  | Premiéra v ČR |
| ------------ | --------- | --------------------- | ------------------ | ------------------- | ------------------ | --------------- | ------------- |
| 1            | 1         | Sweet Baby            | Roztomilé dítě     | Paul McGuigan       | Shonda Rhimes      | 5. dubna 2012   | vysíláno      |
| 2            | 2         | Dirty Little Secrets  | Špinavá tajemství  | Roxann Dawsonová    | Heather Mitchell   | 12. dubna 2012  | vysíláno      |
| 3            | 3         | Hell Hath No Fury     | Pekelná zloba      | Allison Liddi-Brown | Matt Byrne         | 19. dubna 2012  | vysíláno      |
| 4            | 4         | Enemy of the State    | Nepřítel státu     | Michael Katleman    | Richard E. Robbins | 26. dubna 2012  | vysíláno      |
| 5            | 5         | Crash and Burn        | Prudký pád         | Steve Robin         | Mark Wilding       | 3. května 2012  | vysíláno      |
| 6            | 6         | The Trail             | Stopa              | Tom Verica          | Jenna Bans         | 10. května 2012 | vysíláno      |
| 7            | 7         | Grant: For the People | Grant: vše pro lid | Roxann Dawsonová    | Shonda Rhimes      | 17. května 2012 | vysíláno      |

### Druhá řada (2012–2013)
| Č. v seriálu | Č. v řadě | Původní název                             | Český název                       | Režie               | Scénář           | Premiéra v USA     | Premiéra v ČR |
| ------------ | --------- | ----------------------------------------- | --------------------------------- | ------------------- | ---------------- | ------------------ | ------------- |
| 8            | 1         | White Hat's Off                           | Hry a triky                       | Tom Verica          | Jenna Bans       | 27. září 2012      | vysíláno      |
| 9            | 2         | The Other Woman                           | Ta druhá žena                     | Stephen Cragg       | Heather Mitchell | 4. října 2012      | vysíláno      |
| 10           | 3         | Hunting Season                            | Lovecká sezóna                    | Ron Underwood       | Matt Byrne       | 18. října 2012     | vysíláno      |
| 11           | 4         | Beltway Unbuckled                         | Hranatý kruh                      | Mark Tinker         | Mark Fish        | 25. října 2012     | vysíláno      |
| 12           | 5         | All Roads Lead to Fitz                    | Všechny cesty vedou k Fitzovi     | Steve Robin         | Raamla Mohamed   | 8. listopadu 2012  | vysíláno      |
| 13           | 6         | Spies Like Us                             | Špióni jako my                    | Bethany Rooney      | Chis Van Dusen   | 15. listopadu 2012 | vysíláno      |
| 14           | 7         | Defiance                                  | Defiance                          | Tom Verica          | Peter Noah       | 29. listopadu 2012 | vysíláno      |
| 15           | 8         | Happy Birthday, Mr. Presindent            | Všechno nejlepší, pane prezidente | Oliver Bokelberg    | Shonda Rhimes    | 6. prosince 2012   | vysíláno      |
| 16           | 9         | Blown Away                                | Odváté pryč                       | Jessica Yu          | Mark Wilding     | 13. prosince 2012  | vysíláno      |
| 17           | 10        | One for the Dog                           | Jeden pro psa                     | Steve Robin         | Heather Mitchell | 10. ledna 2013     | vysíláno      |
| 18           | 11        | A Criminal, a Whore, and Idiot and a Liar | Zločinec, děvka, idiot a lhář     | Stephen Cragg       | Mark Fish        | 17. ledna 2013     | vysíláno      |
| 19           | 12        | Truth or Consequences                     | Pravda nebo následky              | Jeannot Szwarc      | Peter Noah       | 20. ledna 2013     | vysíláno      |
| 20           | 13        | Nobody Likes Babies                       | Děti nemá nikdo rád               | Tom Verica          | Mark Wilding     | 7. února 2013      | vysíláno      |
| 21           | 14        | Whiskey Tango Foxtrot                     | Whiskey Tango Foxtrot             | Mark Tinker         | Matt Byrne       | 14. února 2013     | vysíláno      |
| 22           | 15        | Boom Goes the Dynamite                    | Nehrajte si s dynamitem           | Randy Zisk          | Jenna Bans       | 21. února 2013     | vysíláno      |
| 23           | 16        | Top of the Hour                           | Když uhodí                        | Steve Robin         | Heather Mitchell | 21. března 2013    | vysíláno      |
| 24           | 17        | Snake in the Garden                       | Had v ráji                        | Ron Underwood       | Raamla Mohamed   | 28. března 2013    | vysíláno      |
| 25           | 18        | Molly, You in Danger, Girl                | Molly, děvče, jsi v nebezpečí     | Tom Verica          | Chis Van Dusen   | 4. dubna 2013      | vysíláno      |
| 26           | 19        | Seven Fifty-Two                           | Sedm padesát dva                  | Allison Liddi-Brown | Mark Fish        | 25. dubna 2013     | vysíláno      |
| 27           | 20        | A Woman Scorned                           | Zhrzená žena                      | Tony Goldwyn        | Zahir McGhee     | 2. května 2013     | vysíláno      |
| 28           | 21        | Any Questions?                            | Nějaké otázky?                    | Mark Tinker         | Matt Byrne       | 9. května 2013     | vysíláno      |
| 29           | 22        | White Hat's Back On                       |                                   | Tom Verica          | Shonda Rhimes    | 16. května 2013    | vysíláno      |

### Třetí řada (2013–2014)
| Č. v seriálu | Č. v řadě | Původní název | Český název | Režie               | Scénář                              | Premiéra v USA     | Premiéra v ČR |
| ------------ | --------- | ------------- | ----------- | ------------------- | ----------------------------------- | ------------------ | ------------- |
| 45           | 1         | Fear          |             | Kenneth Fink        | Sunil Nayar                         | 29. září 2013      | vysíláno      |
| 46           | 2         | Sin           |             | John Scott          | Joe Fazzio                          | 6. října 2013      | vysíláno      |
| 47           | 3         | Confession    |             | Matt Earl Beesley   | Sallie Patrick                      | 13. října 2013     | vysíláno      |
| 48           | 4         | Mercy         |             | J. Miller Tobin     | Karin Gist                          | 20. října 2013     | vysíláno      |
| 49           | 5         | Control       |             | Allison Liddi-Brown | Ted Sullivan                        | 27. října 2013     | vysíláno      |
| 50           | 6         | Dissolution   |             | Bobby Roth          | Gretchen J. Berg a Aaron Harberts   | 3. listopadu 2013  | vysíláno      |
| 51           | 7         | Resurgence    |             | John Scott          | Christopher Fife                    | 10. listopadu 2013 | vysíláno      |
| 52           | 7         | Secrecy       |             | Colin Bucksey       | Sallie Patrick a JaSheika James     | 17. listopadu 2013 | vysíláno      |
| 53           | 9         | Surrender     |             | Jennifer Getzinger  | Joe Fazzio                          | 24. listopadu 2013 | vysíláno      |
| 54           | 10        | Exodus        |             | Kenneth Fink        | Sunil Nayar a Karin Gist            | 15. prosince 2013  | vysíláno      |
| 55           | 11        | Homecoming    |             | Matt Earl Beesley   | Ted Sullivan                        | 5. ledna 2014      | vysíláno      |
| 56           | 12        | Endurance     |             | Sanford Bookstaver  | Sallie Patrick                      | 12. ledna 2014     | vysíláno      |
| 57           | 13        | Hatred        |             | John Terlesky       | Gretchen J. Berg a Aaron Harberts   | 19. ledna 2014     | vysíláno      |
| 58           | 14        | Payback       |             | Romeo Tirone        | Sunil Nayar a Christopher Fife      | 9. března 2014     | vysíláno      |
| 59           | 15        | Struggle      |             | Chris Misiano       | Michael J. Cinquemani               | 16. března 2014    | vysíláno      |
| 60           | 16        | Disgrace      |             | Matt Shakman        | Shannon Goss                        | 23. března 2014    | vysíláno      |
| 61           | 17        | Addiction     |             | Tara Nicole Weyr    | Joe Fazzio                          | 30. března 2014    | vysíláno      |
| 62           | 18        | Blood         |             | Wendey Stanzler     | Karin Gist                          | 6. dubna 2014      | vysíláno      |
| 63           | 19        | Allegiance    |             | Jennifer Wilkinison | Ted Sullivan                        | 13. dubna 2014     | vysíláno      |
| 64           | 20        | Revolution    |             | Christopher Moore   | Sunil Nayar a Michael J. Cinquemani | 27. dubna 2014     | vysíláno      |
| 65           | 21        | Impetus       |             | J. Miller Tobin     | Gretchen J. Berg a Aaron Harberts   | 4. května 2014     | vysíláno      |
| 66           | 22        | Execution     |             | Kenneth Fink        | Sunil Nayar a Joe Fazzio            | 11. května 2014    | vysíláno      |

### Čtvrtá řada (2014–2015)
| Č. v seriálu | Č. v řadě | Původní název                    | Český název   | Režie               | Scénář                            | Premiéra v USA     | Premiéra v ČR |
| ------------ | --------- | -------------------------------- | ------------- | ------------------- | --------------------------------- | ------------------ | ------------- |
| 48           | 1         | Randy, Red, Superfreak and Julia | bude oznámeno | Tom Verica          | Shonda Rhimes                     | 25. září 2014      | bude oznámeno |
| 49           | 2         | The State of the Union           | bude oznámeno | Allison Liddi-Brown | Heather Mitchell                  | 2. října 2014      | bude oznámeno |
| 50           | 3         | Inside the Bubble                | bude oznámeno | Randy Zisk          | Matt Byrne                        | 9. října 2014      | bude oznámeno |
| 51           | 4         | Like Father, Like Daughter       | bude oznámeno | Paul McCrane        | Mark Fish                         | 16. října 2014     | bude oznámeno |
| 52           | 5         | The Key                          | bude oznámeno | Paul McCrane        | Chis Van Dusen                    | 23. října 2014     | bude oznámeno |
| 53           | 6         | An Innocent Man                  | bude oznámeno | Jeannot Szwarc      | Zahir McGhee                      | 30. října 2014     | bude oznámeno |
| 54           | 7         | Baby Made a Mess                 | bude oznámeno | Oliver Bokelberg    | Jenna Bans                        | 6. listopadu 2014  | bude oznámeno |
| 55           | 8         | The Last Supper                  | bude oznámeno | Julie Anne Robinson | Allan Heinberg                    | 13. listopadu 2014 | bude oznámeno |
| 56           | 9         | Where the Sun Don't Shine        | bude oznámeno | Tony Goldwyn        | Mark Wilding                      | 20. listopadu 2014 | bude oznámeno |
| 57           | 10        | Run                              | bude oznámeno | Tom Verica          | Shonda Rhimes                     | 29. ledna 2015     | bude oznámeno |
| 58           | 11        | Where's the Black Lady?          | bude oznámeno | Debbie Allen        | Raamla Mohamed                    | 5. února 2015      | bude oznámeno |
| 59           | 12        | Gladiators Don't Run             | bude oznámeno | Randy Zisk          | Paul William Davies               | 12. února 2015     | bude oznámeno |
| 60           | 13        | No More Blood                    | bude oznámeno | Randy Zisk          | Heather Mitchell                  | 19. února 2015     | bude oznámeno |
| 61           | 14        | The Lawn Chair                   | bude oznámeno | Tom Verica          | Zahir McGhee                      | 5. března 2015     | bude oznámeno |
| 62           | 15        | The Testimony of Diego Muñoz     | bude oznámeno | Allison Liddi-Brown | Mark Fish                         | 12. března 2015    | bude oznámeno |
| 63           | 16        | It's Good to Be Kink             | bude oznámeno | Paul McCrane        | Matt Byrne                        | 19. března 2015    | bude oznámeno |
| 64           | 17        | Put a Ring on It                 | bude oznámeno | Regina Kingová      | Chris Van Dusen                   | 26. března 2015    | bude oznámeno |
| 65           | 18        | Honor Thy Father                 | bude oznámeno | Jeannot Szwarc      | Severiano Canales                 | 2. dubna 2015      | bude oznámeno |
| 66           | 19        | I'm Just a Bill                  | bude oznámeno | Debbie Allen        | Raamla Mohamed                    | 16. dubna 2015     | bude oznámeno |
| 67           | 20        | First Lady Sings the Blues       | bude oznámeno | David Rodriguez     | Paul William Davies               | 23. dubna 2015     | bude oznámeno |
| 68           | 21        | A Few Good Women                 | bude oznámeno | Oliver Bokelberg    | Severiano Canales a Jess Brownell | 7. května 2015     | bude oznámeno |
| 69           | 22        | You Can't Take Command           | bude oznámeno | Tom Verica          | Shonda Rhimes a Mark Wilding      | 14. května 2015    | bude oznámeno |

### Pátá řada (2015–2016)
| Č. v seriálu | Č. v řadě | Původní název                           | Český název   | Režie                            | Scénář                            | Premiéra v USA     | Premiéra v ČR |
| ------------ | --------- | --------------------------------------- | ------------- | -------------------------------- | --------------------------------- | ------------------ | ------------- |
| 70           | 1         | Heave Is the Head                       | bude oznámeno | Tom Verica                       | Shonda Rhimes                     | 24. září 2015      | bude oznámeno |
| 71           | 2         | Yes                                     | bude oznámeno | Tony Goldwin                     | Heather Mitchell                  | 1. října 2015      | bude oznámeno |
| 72           | 3         | Paris is Burning                        | bude oznámeno | Jann Turner                      | Matt Byrne                        | 8. října 2015      | bude oznámeno |
| 73           | 4         | Dog-Whistle Politics                    | bude oznámeno | Zetna Fuentes                    | Mark Fish                         | 15. října 2015     | bude oznámeno |
| 74           | 5         | You Got Served                          | bude oznámeno | Kevin Bray                       | Zahir McGhee                      | 22. října 2015     | bude oznámeno |
| 75           | 6         | Get Out of Jail, Free                   | bude oznámeno | Chandra Wilson                   | Chris Van Dusen                   | 29. října 2015     | bude oznámeno |
| 76           | 7         | Even the Devil Deserves a Second Chance | bude oznámeno | Oliver Bokelberg                 | Raamla Mohamed                    | 5. listopadu 2015  | bude oznámeno |
| 77           | 8         | Rasputin                                | bude oznámeno | John Terlesky                    | Paul William Davies               | 12. listopadu 2015 | bude oznámeno |
| 78           | 9         | Baby, It's Cold Outside                 | bude oznámeno | Tom Verica                       | Mark Wilding                      | 19. listopadu 2015 | bude oznámeno |
| 79           | 10        | It's Hard Out Here for a General        | bude oznámeno | Tom Verica                       | Severiano Canales                 | 11. února 2016     | bude oznámeno |
| 80           | 11        | The Candidate                           | bude oznámeno | Allison Liddi-Brown              | Alison Schapker                   | 18. února 2016     | bude oznámeno |
| 81           | 12        | Wild Card                               | bude oznámeno | Allison Liddi-Brown a Tom Verica | Mark Fish                         | 5. února 2016      | bude oznámeno |
| 82           | 13        | The Fish Rots from the Head             | bude oznámeno | Sharat Raju                      | Heather Mitchell                  | 10. března 2016    | bude oznámeno |
| 83           | 14        | I See You                               | bude oznámeno | Paris Barclay                    | Matt Byrne                        | 17. března 2016    | bude oznámeno |
| 84           | 15        | Pencils Down                            | bude oznámeno | Regina Kingová                   | Chis Van Dusen                    | 24. března 2016    | bude oznámeno |
| 85           | 16        | The Miseducation of Susan Ross          | bude oznámeno | Scott Foley                      | Raamla Mohamed                    | 31. března 2016    | bude oznámeno |
| 86           | 17        | Thwack!                                 | bude oznámeno | Tony Goldwyn                     | Zahir McGhee                      | 7. dubna 2016      | bude oznámeno |
| 87           | 18        | Till Death Do Us Part                   | bude oznámeno | Steph Green                      | Paul William Davies               | 21. dubna 2016     | bude oznámeno |
| 88           | 19        | Buckle Up                               | bude oznámeno | Oliver Bokelberg                 | Michelle Lirtzman                 | 28. dubna 2016     | bude oznámeno |
| 89           | 20        | Trump Card                              | bude oznámeno | Jann Turner                      | Severiano Canales a Jess Brownell | 5. května 2016     | bude oznámeno |
| 90           | 21        | That's My Girl                          | bude oznámeno | Tom Verica                       | Shonda Rhimes a Mark Wilding      | 12. května 2016    | bude oznámeno |

### Šestá řada (2017)
| Č. v seriálu | Č. v řadě | Původní název           | Český název   | Režie                      | Scénář                                  | Premiéra v USA  | Premiéra v ČR |
| ------------ | --------- | ----------------------- | ------------- | -------------------------- | --------------------------------------- | --------------- | ------------- |
| 91           | 1         | Survival of the Fittest | bude oznámeno | Tom Verica                 | Shonda Rhimes                           | 26. ledna 2017  | bude oznámeno |
| 92           | 2         | Hardball                | bude oznámeno | Allison Liddi-Brown        | Matt Byrne                              | 2. února 2017   | bude oznámeno |
| 93           | 3         | Fates Worse Than Death  | bude oznámeno | Scott Foley                | Mark Fish                               | 9. února 2017   | bude oznámeno |
| 94           | 4         | The Belt                | bude oznámeno | Tom Verica                 | Paul William Davies                     | 16. února 2017  | bude oznámeno |
| 95           | 5         | They All Bow Down       | bude oznámeno | Millicent Shelton          | Zahir McGhee                            | 9. března 2017  | bude oznámeno |
| 96           | 6         | Extinction              | bude oznámeno | Tony Goldwyn               | Chris Van Dusen                         | 16. března 2017 | bude oznámeno |
| 97           | 7         | A Traitor Among Us      | bude oznámeno | Tom Verica                 | Alison Schapker                         | 23. března 2017 | bude oznámeno |
| 98           | 8         | A Stomach for Blood     | bude oznámeno | Oliver Bokelberg           | Severiano Canales                       | 30. března 2017 | bude oznámeno |
| 99           | 9         | Dead in the Water       | bude oznámeno | Nicole Rubio               | Michelle Lirtzman                       | 6. dubna 2017   | bude oznámeno |
| 100          | 10        | The Decision            | bude oznámeno | Sharat Raju                | Johanna Lee                             | 13. dubna 2017  | bude oznámeno |
| 101          | 11        | Trojan Horse            | bude oznámeno | Jann Turner                | Jess Brownell a Nicholas Nardini        | 20. dubna 2017  | bude oznámeno |
| 102          | 12        | Mercy                   | bude oznámeno | Nzingha Stewart            | Severiano Canales a Ameni Rozsa         | 27. dubna 2017  | bude oznámeno |
| 103          | 13        | The Box                 | bude oznámeno | Steph Green                | Raamla Mohamed a Austin Guzman          | 4. května 2017  | bude oznámeno |
| 104          | 14        | Head Games              | bude oznámeno | Zetna Fuentes              | Chris Van Dusen a Juan Carlos Fernandez | 11. května 2017 | bude oznámeno |
| 105          | 15        | Tick Tock               | bude oznámeno | Salli Richardson-Whitfield | Zahir McGhee a Michelle Lirtzman        | 18. května 2017 | bude oznámeno |
| 106          | 16        | Transfer of Power       | bude oznámeno | Tony Goldwyn               | Matt Byrne a Mark Fish                  | 18. května 2017 | bude oznámeno |

### Sedmá řada (2017–2018)
| Č. v seriálu | Č. v řadě | Původní název                  | Český název   | Režie               | Scénář                                          | Premiéra v USA     | Premiéra v ČR |
| ------------ | --------- | ------------------------------ | ------------- | ------------------- | ----------------------------------------------- | ------------------ | ------------- |
| 107          | 1         | Watch Me                       | bude oznámeno | Jann Turner         | Shonda Rhimes                                   | 5. října 2017      | bude oznámeno |
| 108          | 2         | Pressing the Flesh             | bude oznámeno | Tony Goldwyn        | Matt Byrne                                      | 12. října 2017     | bude oznámeno |
| 109          | 3         | Day 101                        | bude oznámeno | Scott Foley         | Zahir McGhee                                    | 19. října 2017     | bude oznámeno |
| 110          | 4         | Lost Girls                     | bude oznámeno | Nicole Rubio        | Ameni Rozsa a Austin Guzman                     | 26. listopadu 2017 | bude oznámeno |
| 111          | 5         | Adventures in Babysitting      | bude oznámeno | Oliver Bokelberg    | Serveriano Canales a Tia Napolitano             | 2. listopadu 2017  | bude oznámeno |
| 112          | 6         | Vampires and Bloodsuckers      | bude oznámeno | Jann Turner         | Chris Van Dusen a Tia Napolitano                | 9. listopadu 2017  | bude oznámeno |
| 113          | 7         | Something Borrowed             | bude oznámeno | Sharat Raju         | Mark Fish                                       | 16. listopadu 2017 | bude oznámeno |
| 114          | 8         | Robin                          | bude oznámeno | Daryn Okada         | Juan Carlos Fernandez                           | 18. ledna 2018     | bude oznámeno |
| 115          | 9         | Good People                    | bude oznámeno | Nzingha Stewart     | Shonda Rhimes, Jess Brownell a Nicholas Nardini | 25. ledna 2018     | bude oznámeno |
| 116          | 10        | The People v. Olivia Pope      | bude oznámeno | Kerry Washington    | Ameni Rozsa                                     | 1. února 2018      | bude oznámeno |
| 117          | 11        | Army of One                    | bude oznámeno | Allison Liddi-Brown | Austin Guzman                                   | 8. února 2018      | bude oznámeno |
| 118          | 12        | Allow Me to Reintroduce Myself | bude oznámeno | Tony Goldwyn        | Raamla Mohamed                                  | 1. března 2018     | bude oznámeno |
| 119          | 13        | Air Force Two                  | bude oznámeno | Valerie Weiss       | Severiano Canales                               | 8. března 2018     | bude oznámeno |
| 120          | 14        | The List                       | bude oznámeno | Greg Evans          | Jess Brownell a Juan Carlos Fernandez           | 15. března 2018    | bude oznámeno |
| 121          | 15        | The Noise                      | bude oznámeno | Darby Stanchfield   | Raamla Mohamed a Jeremy Gordon                  | 29. června 2018    | bude oznámeno |
| 122          | 16        | People Like Me                 | bude oznámeno | Joe Morton          | Chris Van Dusen                                 | 5. dubna 2018      | bude oznámeno |
| 123          | 17        | Standing in the Sun            | bude oznámeno | Jann Turner         | Mark Fish a Matt Byrne                          | 12. dubna 2018     | bude oznámeno |
| 124          | 18        | Over a Cliff                   | bude oznámeno | Tom Verica          | Shonda Rhimes                                   | 19. dubna 2018     | bude oznámeno |